# Nymphon neumayri
Nymphon neumayri is een zeespin uit de familie Nymphonidae. De soort behoort tot het geslacht Nymphon. Nymphon neumayri werd in 1932 voor het eerst wetenschappelijk beschreven door Gordon. 